# Seznam předsedů Fotbalové asociace České republiky
Na této stránce je seznam předsedů (a pověřených místopředsedů) Fotbalové asociace České republiky. Od 29. května 2025 asociaci předsedá David Trunda.

## Seznam
| Pořadí | Předseda             | Portrét               | Začátek a konec v úřadu | Začátek a konec v úřadu | Dny v úřadu | Zdr.        |
| ------ | -------------------- | --------------------- | ----------------------- | ----------------------- | ----------- | ----------- |
| 1.     | František Chvalovský | František Chvalovský  | 27. ledna 1990          | 17. června 2001         | 4159        | [ 2 ] [ 3 ] |
| 2.     | Jan Obst             | Není dostupný portrét | 17. června 2001         | 21. října 2005          | 1587        | [ 2 ] [ 4 ] |
| 3.     | Pavel Mokrý          | Není dostupný portrét | 21. října 2005          | 27. června 2009         | 1345        | [ 2 ] [ 6 ] |
| 4.     | Ivan Hašek           | Ivan Hašek            | 27. června 2009         | 26. června 2011         | 729         |             |
| —      | Dalibor Kučera       |                       | 26. června 2011         | 17. listopadu 2011      | 144         |             |
| 5.     | Miroslav Pelta       | Miroslav Pelta        | 17. listopadu 2011      | 6. června 2017          | 2028        |             |
| —      | Roman Berbr          |                       | 6. června 2017          | 12. prosince 2017       | 189         |             |
| 6.     | Martin Malík         | Není dostupný portrét | 12. prosince 2017       | 3. června 2021          | 1269        | [ 11 ]      |
| 7.     | Petr Fousek          | Není dostupný portrét | 3. června 2021          | 29. května 2025         | 1456        | [ 13 ]      |
| 8.     | David Trunda         | Není dostupný portrét | 29. května 2025         | úřadující               | 14          | [ 1 ]       |